# Hostinec Na Chumberku
Na Chumberku (Na Humbertě, Na Výhledech) je bývalá zájezdní hospoda v Praze 6-Suchdole v ulici Kamýcká. Památkově chráněný objekt byl před rokem 2014 značně přestavěn.

## Historie
Zájezdní hostinec je doložen v 16. století. Byl pojmenován podle pruského generála Humperta, jehož oddíly pěchoty a baterie dělostřelectva byly roku 1866 v Suchdole umístěny a v hospodě ubytováni důstojníci. Barokní stavba s mansardovou střechou sloužila v 18. století jako poštovní přepřahací stanice.
Po roce 1948 byl areál znárodněn a roku 1966 ředitelstvím Restaurací a jídelen přejmenován na „Hostinec Na Výhledech“. V roce 1990 jej v restituci získal zpět původní majitel.